# Белсексеул
Белсексеу́л (каз. белсексеуіл) — песчаная долина к юго-востоку от озера Балхаш.

## Общие сведения
Долина Белсексеул находится в Алматинской области Казахстана, на юго-востоке от озера Балхаш, недалеко от массива Таукум. Её длина составляет порядка 40 километров при ширине около 12 км. Высота расположения 340—500 метров над уровнем моря.

## Особенности рельефа
Рельеф долины холмистый. Их обычная высота 5—8 метров, но в редких случаях доходит до 20—25 метров. Холмы разделены впадинами и котловинами, некоторые из которых являются солончаками. Часто встречаются дюны — подвижные сыпучие пески.

## Растительный покров
В растительном покрове преобладает джузгун, терескен, песчаная акация, полынь. В местах близкого нахождения грунтовых вод встречается гребенщик.